# Michelle Creber

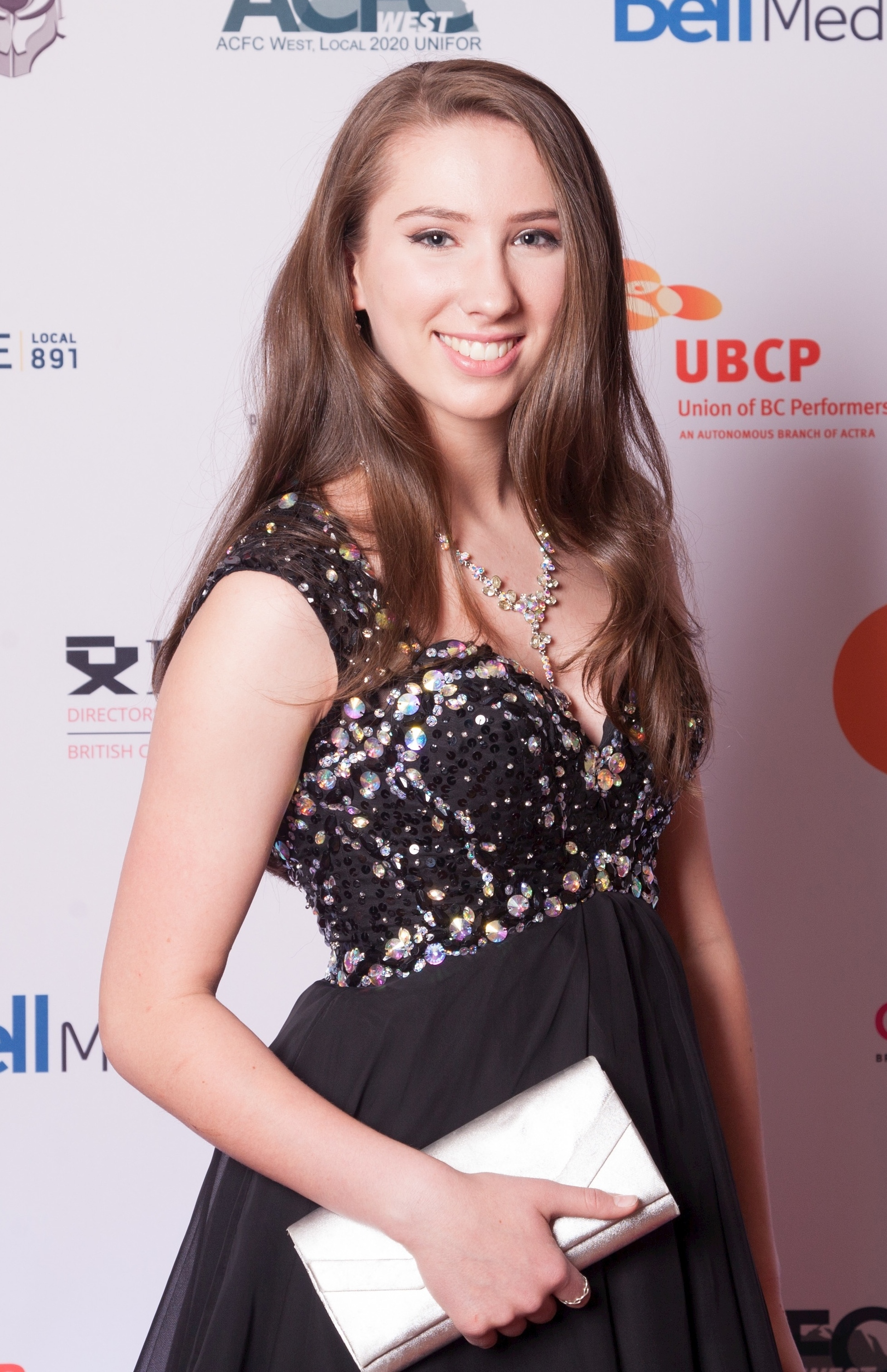
Michelle Creber, 2015

Michelle Nicole Creber (* 7. September 1999 in Vancouver) ist eine kanadische Synchronsprecherin, Schauspielerin und Sängerin.

## Leben
Creber ist die Tochter des Pianisten und Produzenten Michael Creber und der Sängerin und Produzentin Monique Creber. Sie wurde bereits in jungen Jahren als Kinderdarstellerin und Synchronsprecherin und -Sängerin eingesetzt. Sie sprach beispielsweise Apple Bloom in der Animationsserie My Little Pony – Freundschaft ist Magie. Auch war sie als Darstellerin in Filmen, Serien und diversen Kindermusicals aktiv. So spielte sie ab 2014 Kelly in der kanadischen Westernserie Strange Empire.
Seit 2012 werden Tonträger von ihr beim familieneigenen Musiklabel Creber Music veröffentlicht.

## Filmografie

### Als Synchronstimme
- 2008: Peanuts Motion Comics als Lucy van Pelt
- 2009: The Adventures of Little Jake and Many Skies als Little Jake
- 2010–2019: My Little Pony – Freundschaft ist Magie als Apple Bloom und bis 2013 als Gesangsstimme von Sweetie Belle
- 2010: Dino-Zug als Teri und Michelle
- 2011: Barbie, das perfekte Weihnachten als Chelsea
- 2012–2013: Marla spricht! als Alice Boxwood
- seit 2012: The New Adventures of Peter Pan als Wendy Darling
- 2013: My Little Pony: Equestria Girls als Apple Bloom
- 2014: Equestria Girls: Rainbow Rocks als Apple Bloom
- 2015: Nina’s World als Sängerin des Titellieds
- 2016: Tooth and Tail als Nomade
- 2017: My Little Pony – Der Film als Apple Bloom
- 2020: My Little Pony – Pony Life als Apple Bloom
- seit 2023: Ninjago: Aufstieg der Drachen als Bonzle

### Als Schauspielerin
- 2010: Santa Pfotes großes Weihnachtsabenteuer
- 2010: Daydream Nation
- 2010: Supernatural
- 2010: Eureka – Die geheime Stadt
- 2011–2014: R. L. Stine’s The Haunting Hour
- 2011: Thomas Kinkade: Die Weihnachtshütte (Christmas Lodge)
- 2012: Killer Among Us
- 2012: Smart Cookies
- 2014: Patterson’s Wager
- 2014–2015: Strange Empire
- 2016: Date with Love

## Diskografie (Alben)
- 2012: Timeless: Songs of a Century (Coveralbum)
- 2016: Getting Stronger (mit Gabriel Brown)
- 2018: On Display
- 2019: Work in Progress
- 2020: Storm